# カール・マルコヴィックス
カール・マルコヴィクス（Karl Markovics, 1963年8月29日 - ）はオーストリア・ウィーン出身の俳優。

## 来歴
1980年代から舞台で活躍し始め、現代劇、古典のどちらもこなす俳優だったが、国際的にヒットした1994年の刑事物テレビドラマ「Kommissar Rex（英題：Inspector Rex）」シリーズに出演し人気を得た。後に、演じた刑事エルンスト・シュトッキンガーは異動したという設定で番組を一度降板したにもかかわらず、1996年には異動先を舞台にしたスピンオフシリーズが制作された。
映画ではシュテファン・ルツォヴィツキー監督の『エニグマ奪還』や『ヒトラーの贋札』に出演している。
2007年には母国オーストリアのロミー賞の「最も好かれている男優」部門を初受賞した。

## 主な出演作品

### テレビ
- Kommissar Rex (1994)
- Stockinger (1996)
- Franz Fuchs - Ein Patriot (2007)
- バビロン・ベルリン Babylon Berlin (2017-2020)

### 映画
- Indien (1993)
- Komm, süßer Tod (1998)
- エニグマ奪還 Die Männer Ihrer Majestät (2001)
- ヒトラーの贋札 Die Fälscher (2007)
- マーラー 君に捧げるアダージョ Mahler auf der Couch (2010)
- アンノウン Unkown (2011)
- 僕とカミンスキーの旅 Ich und Kaminski (2015)
- ヒトラーに屈しなかった国王 Kongens nei / The King's Choice (2016)
- 名もなき生涯 A Hidden Life (2019)
- 沈黙のレジスタンス 〜ユダヤ孤児を救った芸術家〜 Resistance (2020)

### 舞台
- Lumpazivagabundus (1999/2000)
- A Midsummer Night's Dream (2006)